# Ekstraliga polska w piłce nożnej kobiet (2006/2007)
Ekstraliga polska w piłce nożnej kobiet 2006/2007 – 28. edycja kobiecej ekstraligi piłkarskiej w Polsce. Mistrzem został (po raz siódmy z rzędu) AZS Wrocław, a do II ligi spadł Cisy Nałęczów.

## Drużyny
| Uczestnicy poprzedniej edycji                                                                                 | Uczestnicy poprzedniej edycji | Uczestnicy poprzedniej edycji | Uczestnicy poprzedniej edycji |
| --- | ----------------------------- | ----------------------------- | ----------------------------- |
| ŚLĄ | Śląsk Wrocław                 | 1                             |                               |
| MKO | Medyk Konin                   | 2                             |                               |
| CZS | Czarni Sosnowiec              | 3                             |                               |
| NAŁ | Cisy Nałęczów                 | 4                             |                               |
| Awans z I ligi                                                                                                |                               |                               |                               |
| grupa południowa                                                                                              |                               |                               |                               |
| GCZ | Gol Częstochowa               | 1                             |                               |
| grupa północna                                                                                                |                               |                               |                               |
| BIA | AZS Biała Podlaska            | 1                             |                               |
| Oznaczenia: - kolumna pierwsza – skróty nazw drużyn, - kolumna trzecia – miejsce zajęte w poprzednim sezonie. |                               |                               |                               |

## Rozgrywki

### Tabela
| Lp. | Drużyna            | M  | Z  | R | P  | Bramki | Bramki | +/– | Pkt |
| --- | ------------------ | -- | -- | - | -- | ------ | ------ | --- | --- |
| 1   | AZS Wrocław        | 20 | 17 | 0 | 3  | 62     | 9      | +53 | 51  |
| 2   | Gol Częstochowa    | 20 | 15 | 1 | 4  | 50     | 26     | +24 | 46  |
| 3   | Medyk Konin        | 20 | 12 | 2 | 6  | 52     | 33     | +19 | 38  |
| 4   | AZS Biała Podlaska | 20 | 5  | 3 | 12 | 20     | 36     | −16 | 18  |
| 5   | Czarni Sosnowiec   | 20 | 3  | 3 | 14 | 15     | 50     | −35 | 12  |
| 6   | Cisy Nałęczów      | 20 | 3  | 1 | 16 | 12     | 52     | −40 | 10  |

      = Mistrz Polski
      = Baraż o I ligę
      = Spadek do II ligi

## Baraż o ekstraligę
| Drużyna 1        | Wynik | Drużyna 2        |
| ---------------- | ----- | ---------------- |
| Sparta Lubliniec | 0-1   | Czarni Sosnowiec |